# Tesoro de Tell Asmar

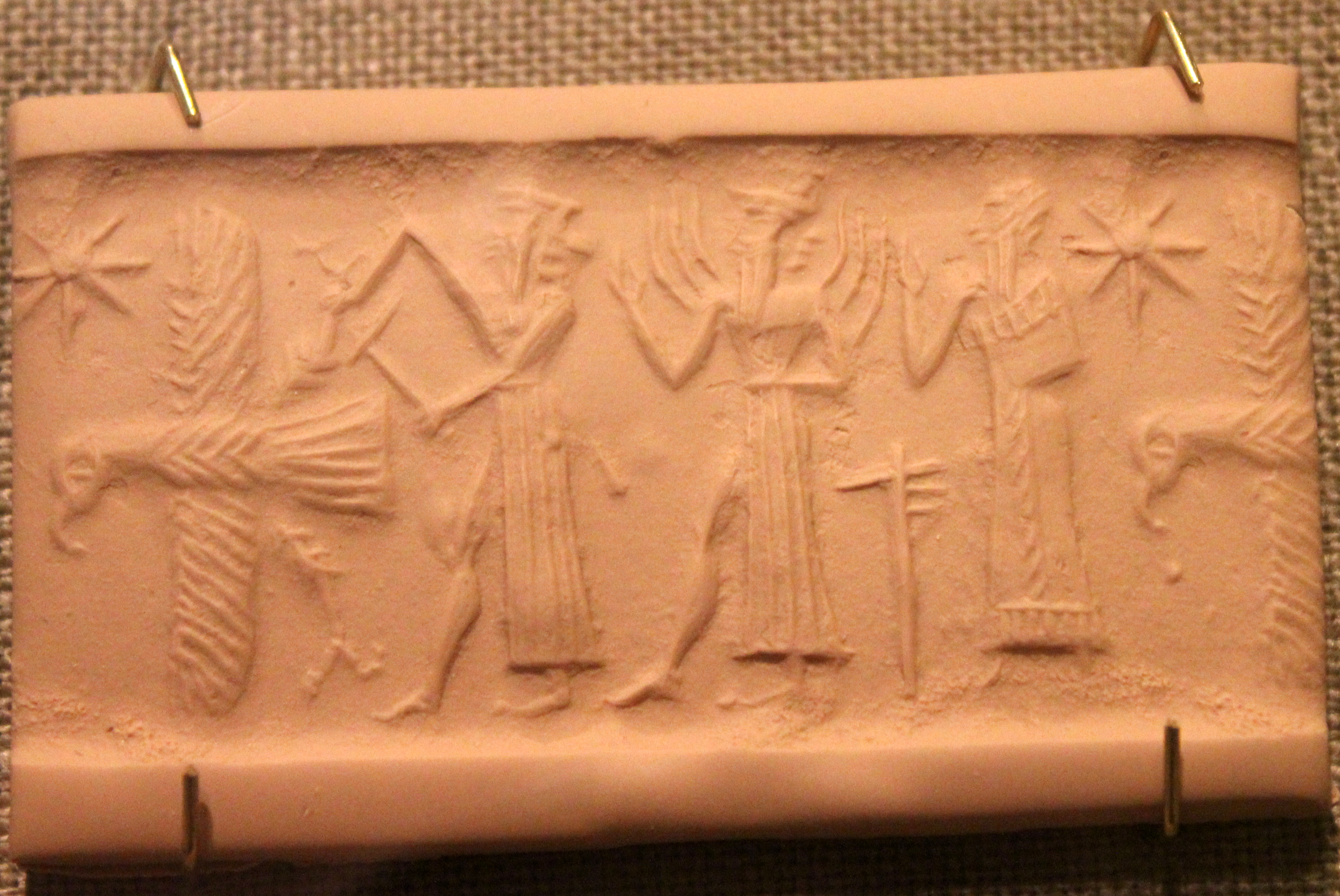
Impresión de un cilindrosello, Tell Asmar, Palacio norte, (2350-2150 a. C.). Un dios con un hacha ataca un águila, con el dios Utu y el orante detrás.

El tesoro de Tell Asmar' (Período Dinástico Arcaico I-II, ca. 2900–2550 a.C.) es una colección de doce estatuas desenterradas en 1933 en Eshnunna (actual Tell Asmar) en la gobernación de Diala, Irak. A pesar de posteriores hallazgos en el yacimiento y otros en el área de la antigua Mesopotamia, permanecen como el ejemplo clásico del estilo de escultura del Período Dinástico Arcaico (2900 –2350 a.C.).

## Descubrimiento
A finales de los años 1920 los anticuarios de Bagdad estaban adquiriendo grandes cantidades de artefactos inusuales y de gran calidad, procedentes del desierto al este del río Diala, justo al norte de su confluencia con el Tigris. En 1929 el Instituto Oriental de la Universidad de Chicago obtuvo una concesión para excavar el área. James Henry Breasted (1865–1935), el fundador del instituto, invitó al arqueólogo holandés Henri Frankfort (1897–1954) a dirigir la expedición. Entre 1930 y 1937 Frankfort y su equipo realizaron amplias excavaciones verticales y horizontales en cuatro montículos: Khafajah, Tell Asmar (la antigua Eshnunna), Tell Agrab, e Ishchali. Descubrieron restos de templos, palacios, edificios administrativos y casas procedentes de un periodo de 3100 a 1750 a. C. Los centenares de artefactos recuperados de las ruinas mejoraron enormemente el conocimiento de la civilización sumeria temprana.
Entre los más conocidos y mejor conservados de los objetos se encuentran las doce estatuas conocidas en conjunto como el tesoro de Tell Asmar. El conjunto fue encontrado durante la temporada de excavación de 1933-34 bajo el piso del templo dedicado al dios Abu. Las estatuas habían sido cuidadosamente apiladas en una cavidad alargada junto a un altar en el santuario. La cuidada ubicación sugiere que fueron enterradas intencionadamente. Sin embargo, el motivo del entierro y la persona responsable de hacerlo no está clara. Frankfort, que escribió extensamente sobre el tema, sugiere que un sacerdote periódicamente enterraría las figuras acumuladas más viejas o deterioradas para dejar espacio para las más nuevas.: 16 

## Las estatuas

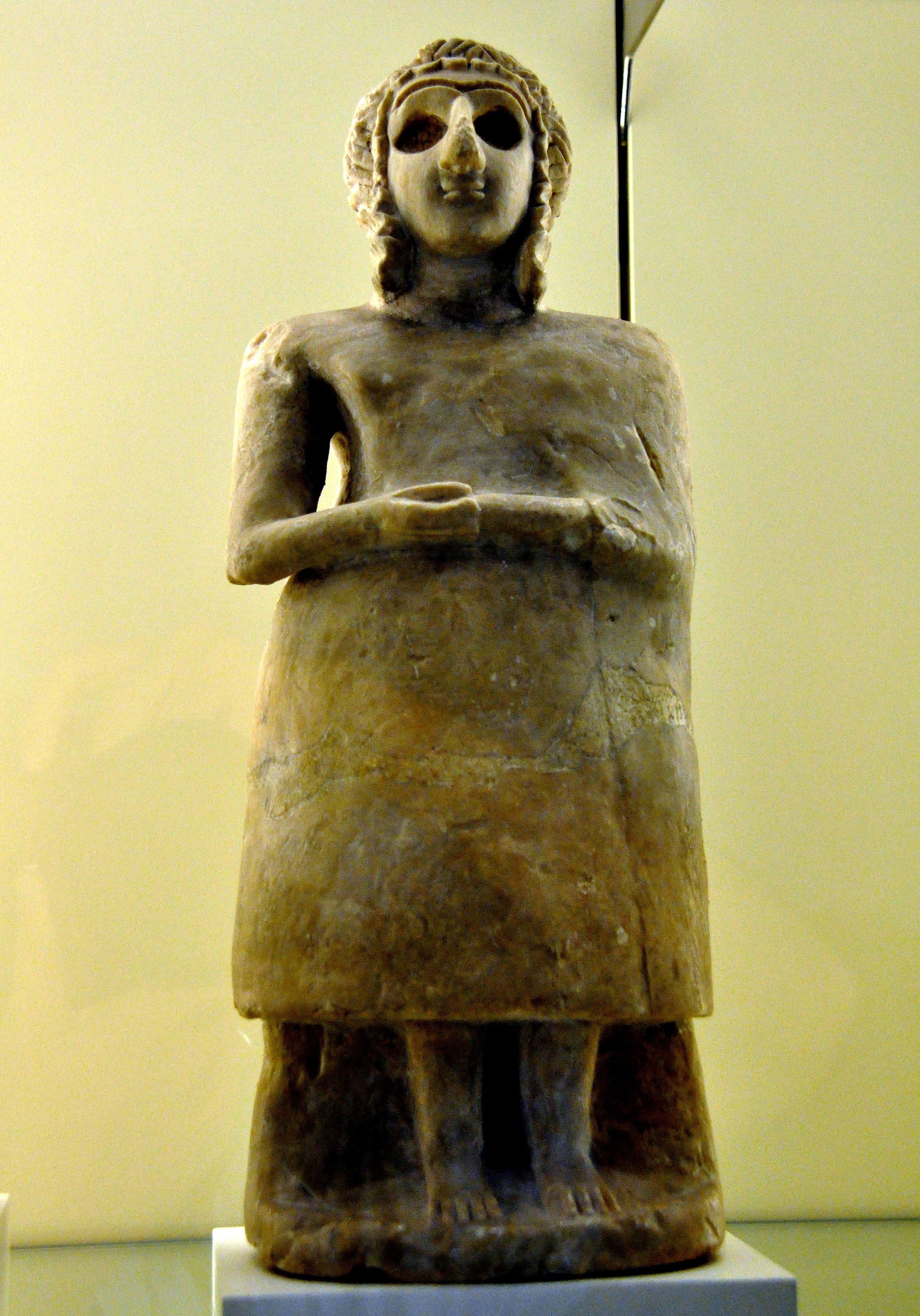
Estatua votiva de alabastro, de una orante sumeria, similar a las de Tell Asmar; 2600 a. C. aprox.

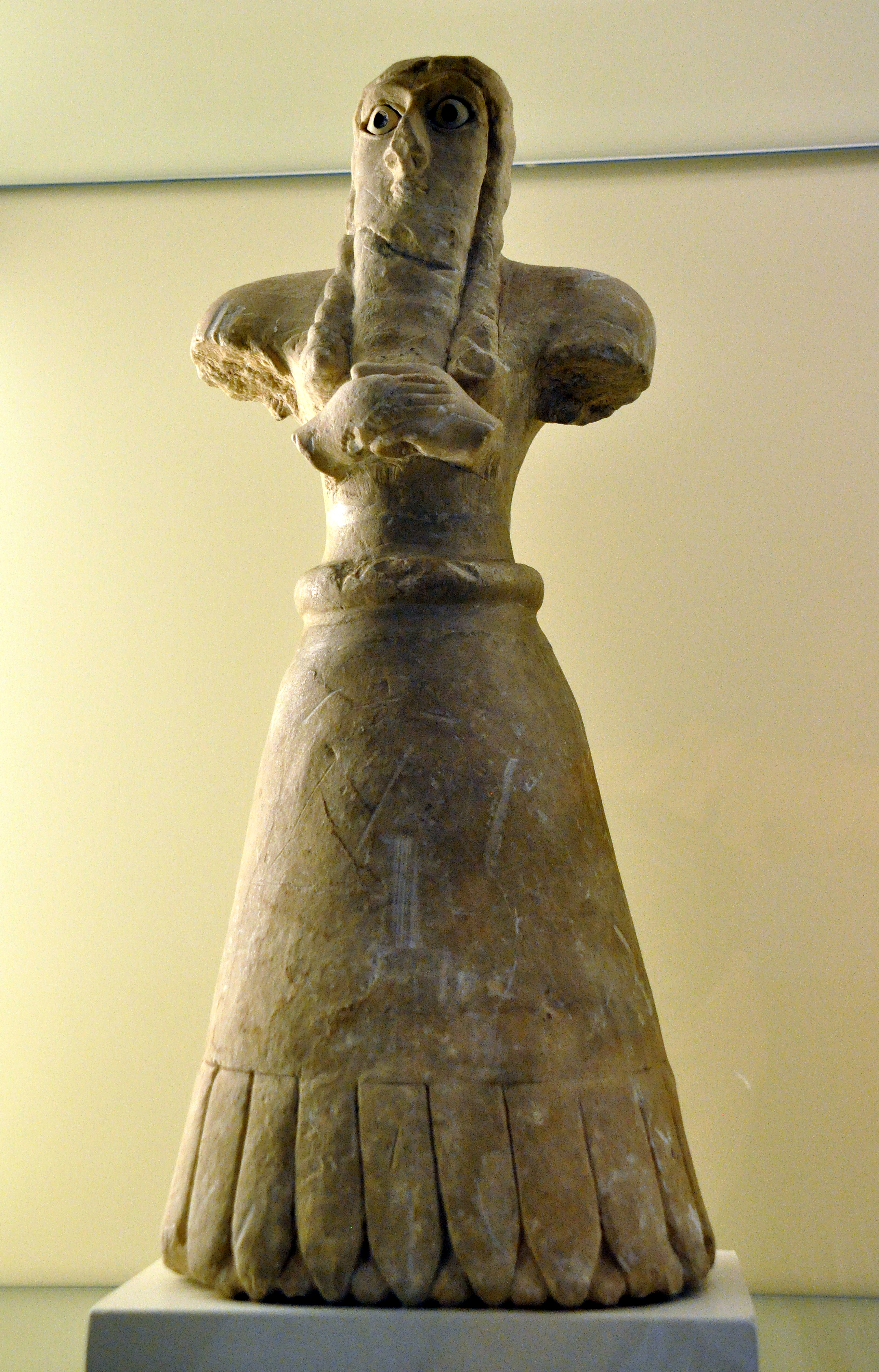
Estatua votiva de alabastro de un orante sumerio, similar a las de Tell Asmar; faltan brazos y pies, 2600 a. C. aprox.

Las estatuas varían en altura, desde los 21 cm a los 72 cm. De las doce estatuas encontradas diez son masculinas y dos femeninas. Ocho de las figuras están hechas de yeso, dos de caliza, y una (la más pequeña) de alabastro.: 57–59  Todas las figuras, excepto una que se muestra arrodillada, aparecen de pie. Bases circulares delgadas se utilizaron como soporte y grandes pies en cuña proporcionaron a las estatuas más grandes una estabilidad añadida. Visten a la moda sumeria, que en las épocas posteriores se mantendrá como prendas sacerdotales en Mesopotamia hasta la época helenística, siendo llamada la falda masculina por los griegos kaunakés. Los hombres llevan faldas hasta las rodillas o el suelo y el torso desnudo, las mujeres una larga pieza desde el pecho cayendo hasta los tobillos y acompañada de un manto abierto por delante que dejaba un brazo al descubierto. Todos los varones, excepto uno rasurado y afeitado, llevan cabello y barba largos, negros y cuidadosamente ondulados. Los ojos muy grandes, indudablemente la característica estilística más llamativa que todas las estatuas comparten, está hechos de concha blanca incrustada y pupilas de caliza negra, aunque uno las tiene azules de lapislázuli.: 57–59  Pretendían representar el éxtasis del devoto orando. Las incrustaciones fueron fijadas a la cabeza con betún, el cual fue también utilizado como pigmento para dar a las barbas y cabellos su color negro característico. Tanto peinados como ropas reflejan con exactitud la moda sumeria del periodo dinástico temprano. Las figuras tienen las manos unidas ante el pecho en oración o sujetan pequeños vasos de libación como ofrenda.: 49–52 
El templo donde se encontraron estaba dedicado a Abu, el antiguo dios mesopotámico de la fertilidad. Evidencias en las ruinas de Khafajah sugieren que las estatuas podían estar a lo largo de las paredes del santuario, en el piso o en un banco de adobe bajo antes de ser enterradas.: 10  Algunas de las estatuas están inscritas en la parte posterior o inferior con un nombre o una súplica personalizada, mientras otras sencillamente declaran “uno que ofrece oraciones”. Estas inscripciones indican que las estatuas funcionaban como sustituto del devoto que deseaba dejar sus oraciones con el dios. En el III milenio a. C. el precio de una estatua votiva ya dependía de su tamaño, y posiblemente el tipo de piedra utilizada.
Frankfort considera que la figura más grande del tesoro no es una efigie de un devoto humano, sino una representación del dio patrón Abu. Llama la atención por ciertas características que solo muestra esta figura y no las demás: el tamaño, los ojos anormalmente grandes, especialmente las pupilas, y la talla del águila con cabeza de león y las alas desplegadas flanqueada por dos cabras montesas grabada en la base. La más pequeña, también diferente, de un hombre desnudo arrodillado, probablemente también represente a un héroe o semidios.

## Galería
Las estatuas de orantes sumerias, parte del "Tesoro de Tell Asmar" en el Museo de Irak en Bagdad, son siete, de las doce, en exhibición en la Galería sumeria del Museo de Irak.

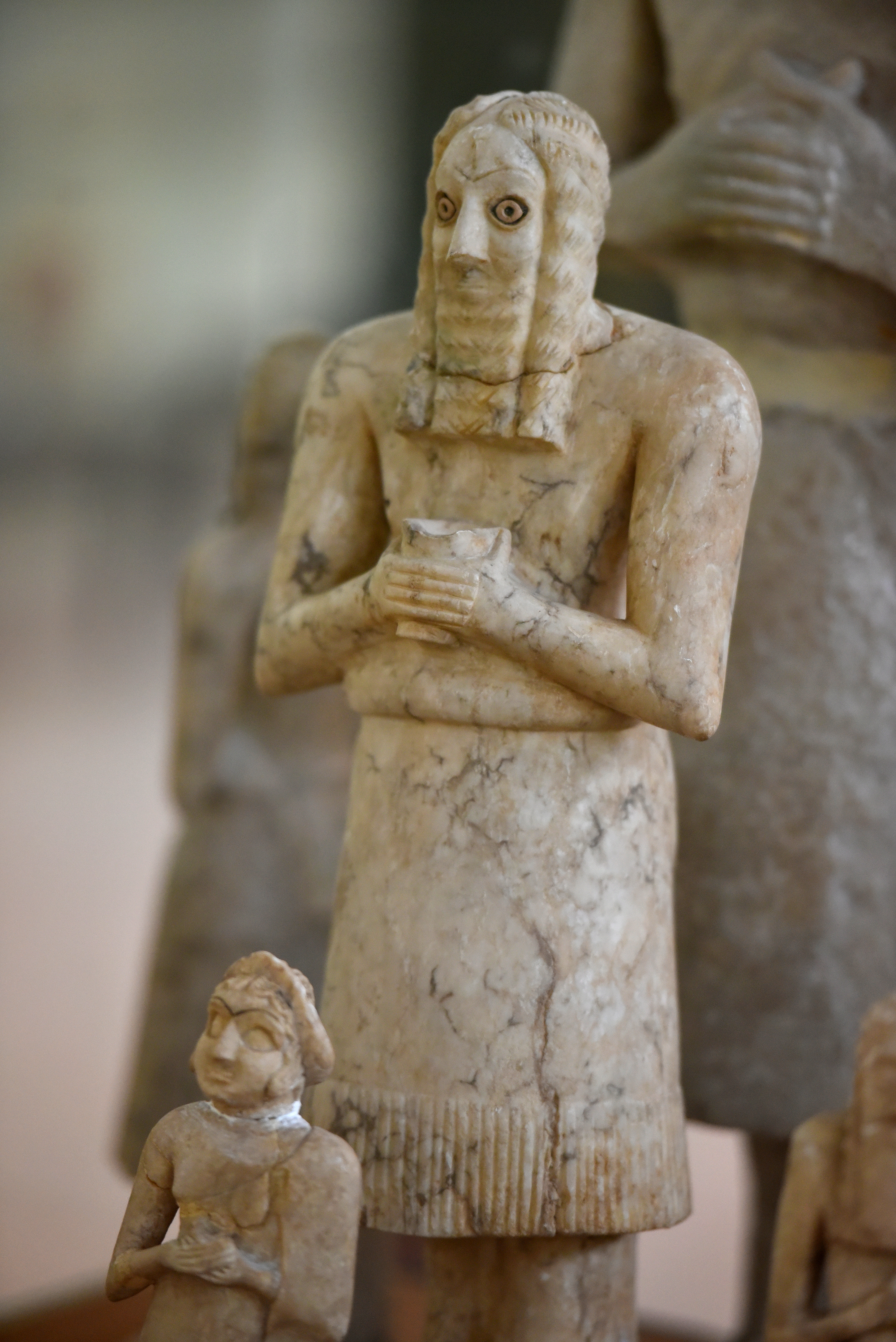
Varón orante, Museo de Iraq.
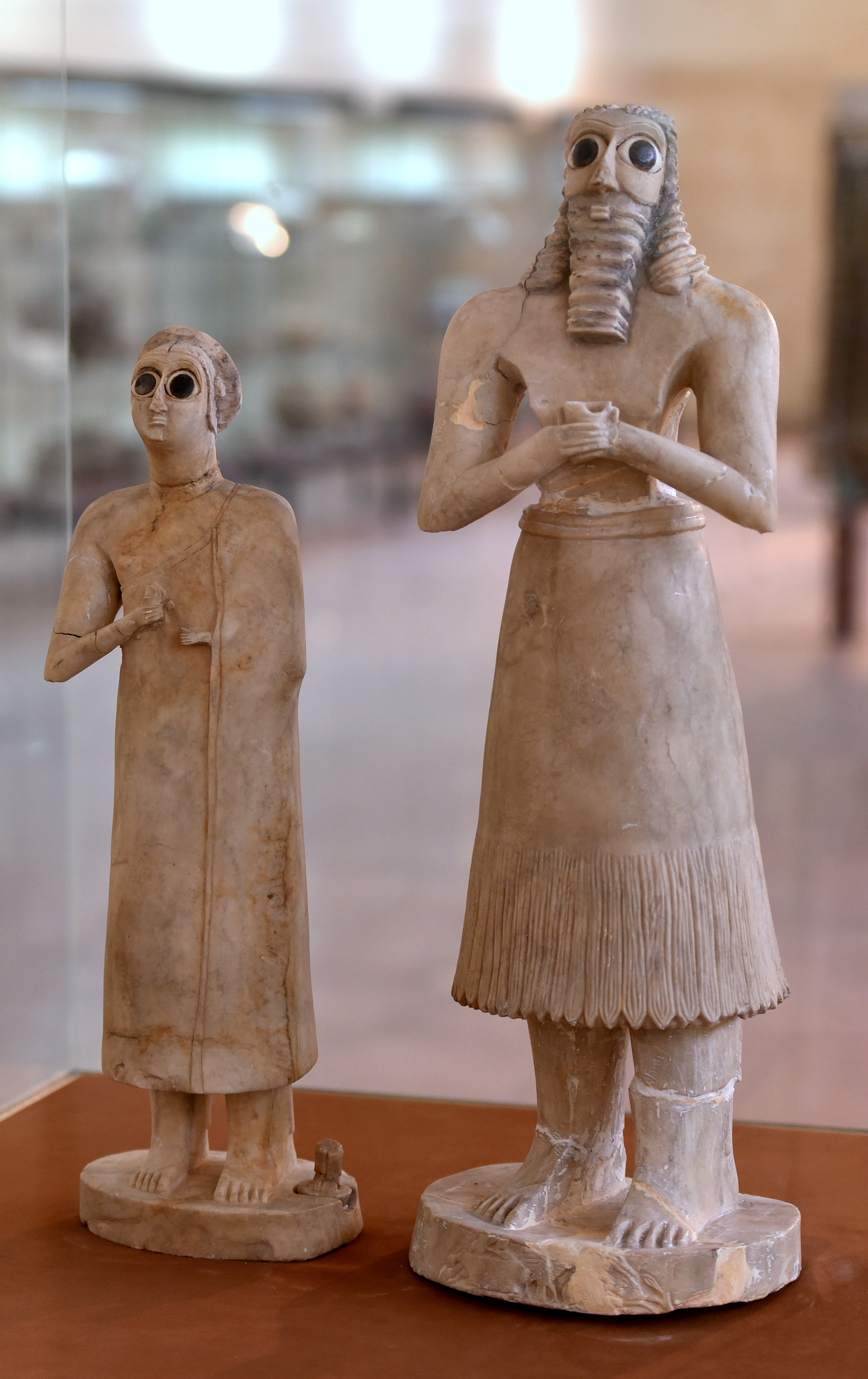
Hombre y mujer orantes, Museo de Iraq.
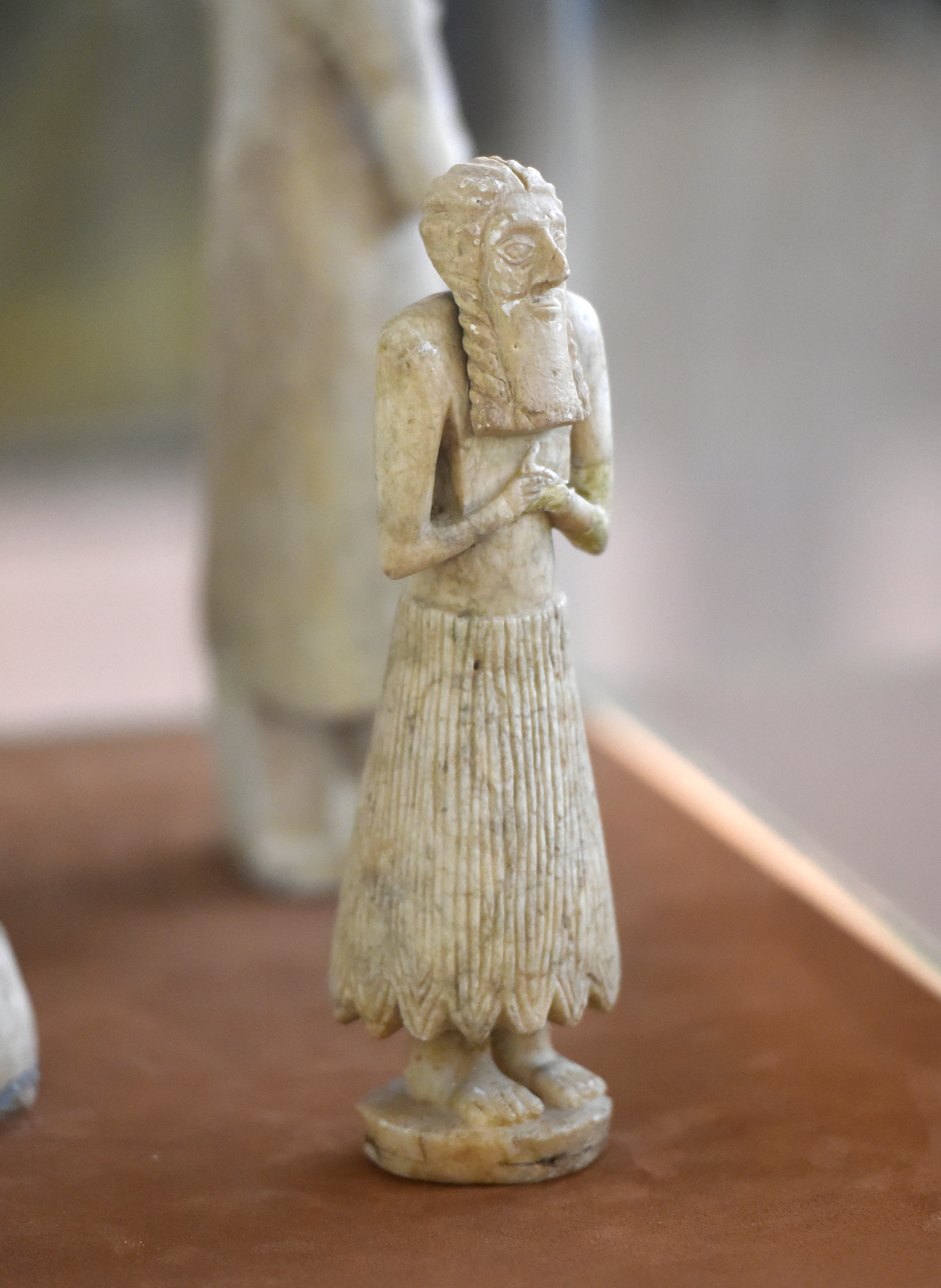
Varón orante, Museo de Iraq.
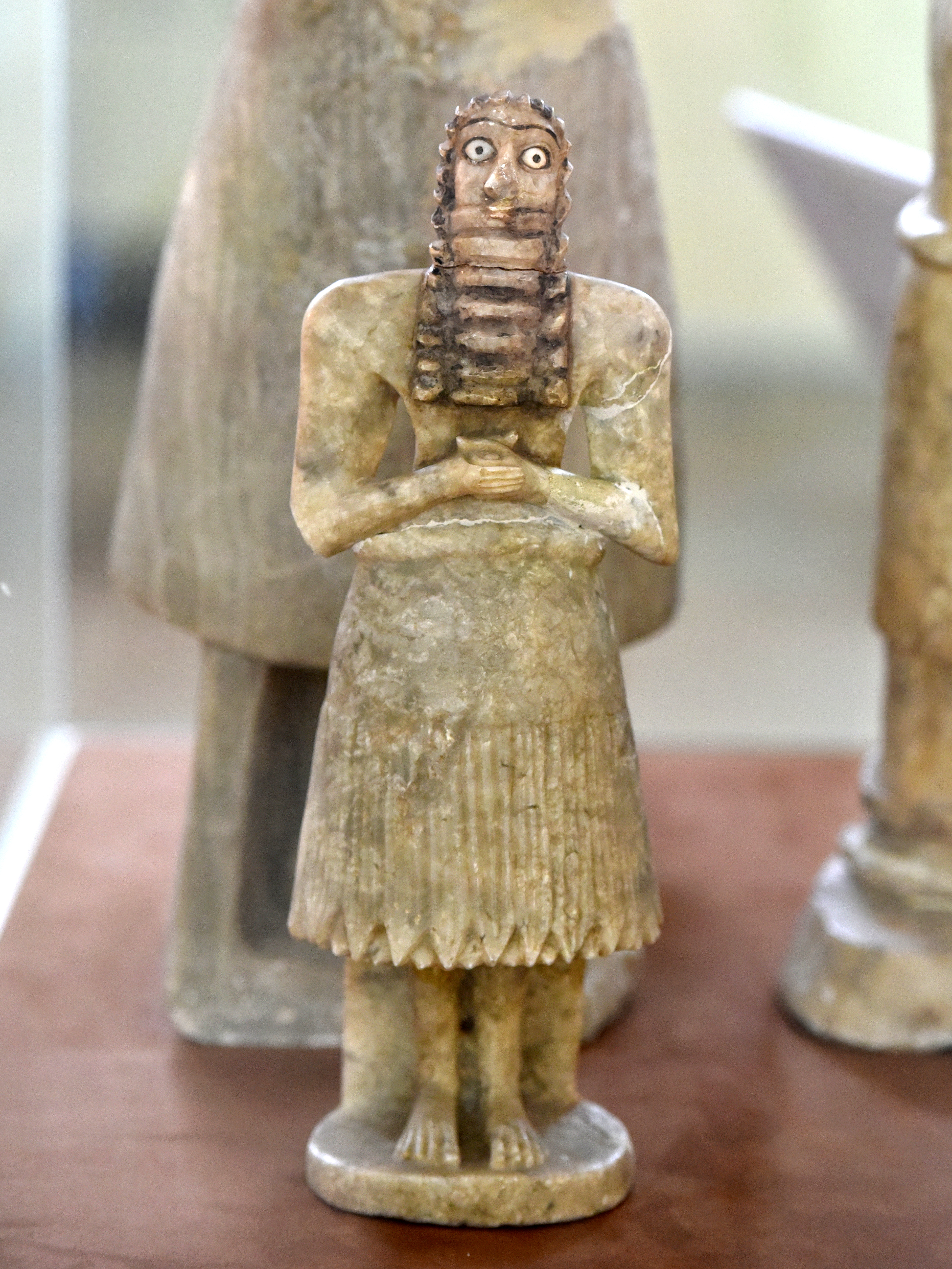
Varón orante, Museo de Iraq.
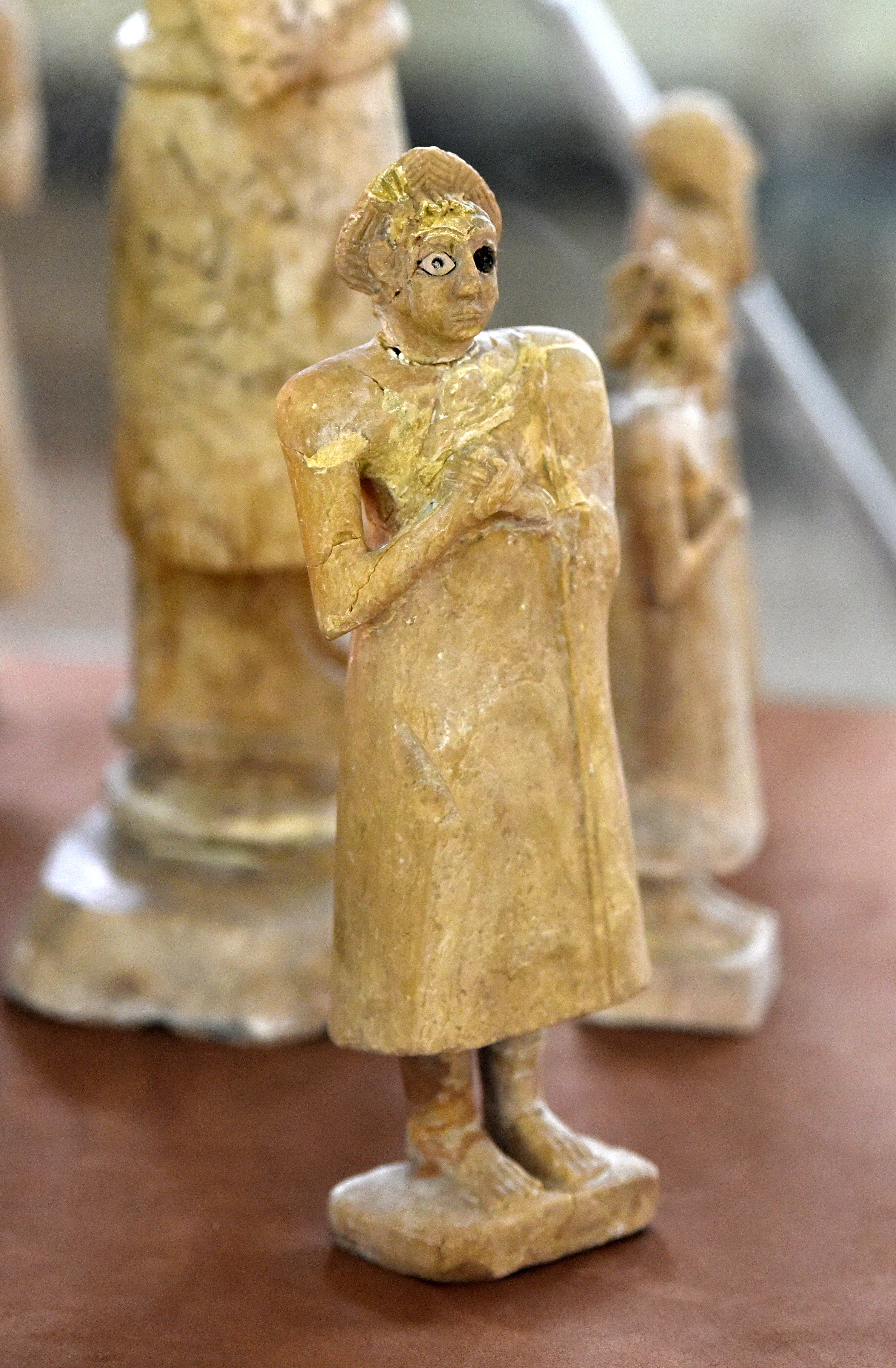
Mujer orante, Museo de Iraq.
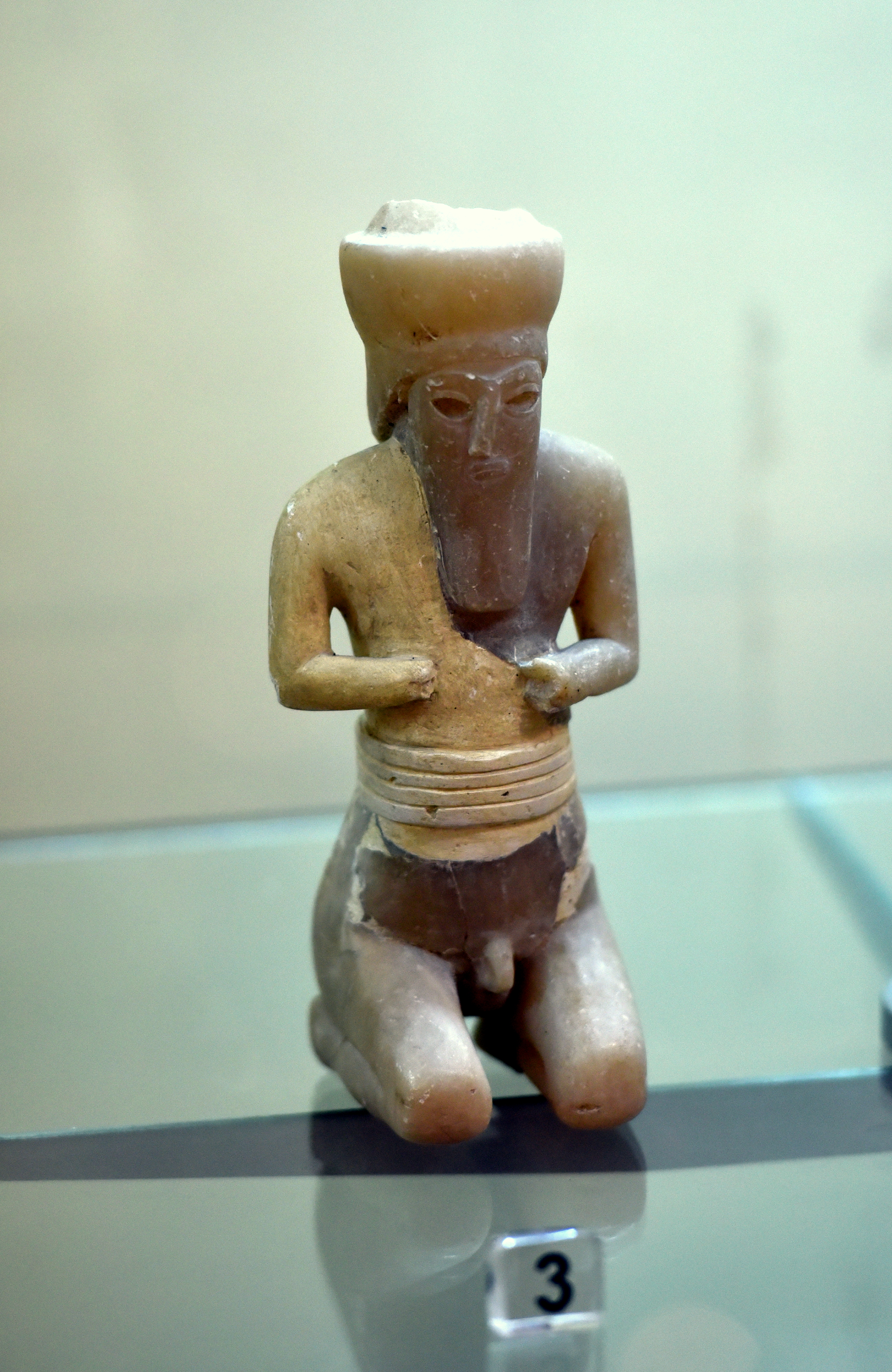
Orante arrodillado, un varón desnudo, Museo de Iraq.